# هيلموت بروس
هيلموت بروس (بالألمانية: Helmut Bross ) (و. 1931 – م) هو فيزيائي، وأستاذ جامعي من ألمانيا .

## مناصب وهيئات
أدار جامعة لودفيغ ماكسيميليان في ميونخ.